# 维根斯巴赫
维根斯巴赫是德国巴伐利亚州的一个市镇。总面积31.82平方公里，总人口4831人，其中男性2381人，女性2450人（2011年12月31日），人口密度152人/平方公里。